# Neptis hyria
Neptis hyria är en fjärilsart som beskrevs av Hans Fruhstorfer 1913. Neptis hyria ingår i släktet Neptis och familjen praktfjärilar. Inga underarter finns listade i Catalogue of Life.